# Hwang Ye-ji
Hwang Ye-ji (Tiếng Hàn : 황예지, Hanja : 黃禮志 , Hán Việt : Hoàng Lễ Chí), được biết đến với nghệ danh Yeji và là một nữ ca sĩ và vũ công người Hàn Quốc. Cô là trưởng nhóm của nhóm nhạc nữ Hàn Quốc Itzy do JYP Entertainment thành lập vào năm 2019.

## Cuộc sống ban đầu
Hwang Ye-ji sinh ngày 26 tháng 5 năm 2000 tại Seoul, Hàn Quốc và lớn lên ở Jeonju.Khi còn là học sinh tiểu học, cô ấy muốn trở thành ca sĩ. Chị của Yeji đã truyền cảm hứng cho cô ấy bắt đầu nhảy, điều này khiến cô ấy quan tâm đến loại hình nghệ thuật này và tham gia một nhóm nhảy địa phương.Cô ấy đã học trung học tại Trường trung học thông tin thương mại Jeonju.

## Sự nghiệp

### 2015-2018: Trước khi ra mắt
Năm 2015, Yeji đã vượt qua buổi thử giọng để gia nhập JYP Entertainment với tư cách là một thực tập sinh bằng cách biểu diễn bài hát Like Ooh Ah của TWICE.Cùng năm đó, Yeji đã xuất hiện với tư cách khách mời trong tập 8 của Second 20s.Năm 2017, Yeji xuất hiện trong tập đầu tiên của Stray Kids , cùng với các thành viên cùng nhóm tương lai của cô là Ryujin , Chaeryeong và Yuna.Năm 2018, Yeji tham gia The Fan của đài SBS TV, nơi cô được Junho của 2PM mô tả là "vũ khí bí mật của JYP".

### 2019–nay: Itzy và ra mắt solo
Vào ngày 20 tháng 1 năm 2019, Yeji được tiết lộ là trưởng nhóm của Itzy.Vào ngày 12 tháng 2 năm 2019, nhóm chính thức ra mắt với việc phát hành album đơn đầu tiên - It'z Different và video âm nhạc cho đĩa đơn chính "Dalla Dalla". Vào ngày 19 tháng 3 năm 2021, Yeji được bình chọn là "Nghệ sĩ của tháng" của Studio Choom , nơi cô đã cover "River" của Bishop Briggs và chia sẻ những hiểu biết sâu sắc về hành trình nhảy của mình. Vào tháng 6 năm 2022, Yeji cùng với Ryujin đã biểu diễn "Break My Heart Myself" của Bebe Rexha trong loạt phim "Mix & Max" của Studio Choom.Vào tháng 11 năm 2023, Yeji cùng với thành viên cùng nhóm Chaeryeong đã xuất hiện với tư cách là cố vấn trong loạt phim truyền hình thực tế sinh tồn Universe Ticket của đài SBS TV. Vào ngày 20 tháng 12, Yeji đã phát hành video âm nhạc cho ca khúc solo "Crown On My Head", một bài hát trong EP thứ tám Born To Be của Itzy.Vào ngày 1 tháng 12 năm 2024, Yeji đã phát hành bản nhạc phim đầu tiên của mình, "Think about you", cho bộ phim hài lãng mạn Love Your Enemy
Vào ngày 17 tháng 1 năm 2025, có thông báo cho rằng Yeji đang chuẩn bị cho ra mắt solo.Vào ngày 10 tháng 3, Yeji đã phát hành album đầu tiên của mình, Air và một video ca nhạc cho đĩa đơn chính cùng tên. Yeji đã tham gia viết lời bài hát cho đĩa đơn chính, nhằm mục đích thể hiện cảm giác đắm chìm mãnh liệt khi biểu diễn trên sân khấu.

## Các dự án khác

### Thời trang và quảng cáo
Năm 2023, Yeji xuất hiện trên trang bìa tạp chí W Korea số tháng 4.Tháng sau, cô xuất hiện trên trang bìa tạp chí Elle Korea cùng với người bạn cùng hãng Felix. Tháng 9 năm 2024, Yeji tham dự buổi trình diễn Xuân Hè 2025 của Dolce & Gabbana tại Tuần lễ thời trang Milan.Tháng 2 năm 2025, Yeji được công bố là đại sứ thương hiệu cho Roger Vivier.

### Từ thiện
Vào tháng 11 năm 2023, Yeji đã tham gia một sự kiện gây quỹ cho chiến dịch "Love Your W" của W Korea , nhằm mục đích nâng cao nhận thức về ung thư vú. Cô ấy đã chứng minh thêm cam kết của mình đối với mục đích này bằng cách tham gia sự kiện từ thiện "Love Your W" của W Korea vào tháng 10 năm 2024.

## Vở kịch mở rộng
| Tiêu đề | Chi tiết                                                                                               | Vị trí bảng xếp hạng | Lượt bán       | Chứng nhận       |
| Tiêu đề | Chi tiết                                                                                               | KOR                  | Lượt bán       | Chứng nhận       |
| ------- | --- | -------------------- | -------------- | ---------------- |
| Air     | - Ngày phát hành : 10 tháng 3 năm 2025 - Hãng thu âm : JYP - Thể loại: CD, digital download, streaming | 3                    | - KOR: 325,794 | - KMCA: Platinum |

## Các đĩa đơn
| Tiêu đề | Năm phát hành | Vị trí xếp hạng | Vị trí xếp hạng | Album |
| Tiêu đề | Năm phát hành | KOR             | US World        | Album |
| ------- | ------------- | --------------- | --------------- | ----- |
| "Air"   | 2025          | 102             | 9               | Air   |

## Các video ca nhạc
| Tiêu đề            | Năm phát hành | Đạo diễn                               | Tham khảo |
| ------------------ | ------------- | -------------------------------------- | --------- |
| "Crown on My Head" | 2023          | Ha Jeong-hoon, Lee Hye-sung (Hattrick) | [ 36 ]    |
| "Air"              | 2025          | Song Taejong                           | [ 37 ]    |

## Danh sách phim đã đóng

### Chương trình truyền hình
| Năm  | Tiêu đề         | Vai trò        | Ghi chú               | Tham khảo |
| ---- | --------------- | -------------- | --------------------- | --------- |
| 2017 | Stray Kids      | Người tham gia | Xuất hiện trong tập 1 | [ 38 ]    |
| 2018 | The Fan         | Thí sinh       | Đã bị loại ở tập 5    | [ 39 ]    |
| 2023 | Universe Ticket | Cố vấn         |                       | [ 40 ]    |

### Lưu trữ
| Năm  | Tiêu đề          | Ghi chú    | Tham khảo |
| ---- | ---------------- | ---------- | --------- |
| 2021 | Show! Music Core | Special MC | [ 41 ]    |